# Округ Грин (Охајо)
Округ Грин (енгл. Greene County) је округ у америчкој савезној држави Охајо.

## Демографија
По попису из 2010. године број становника је 161.573, што је 13.687 (9,3%) становника више него 2000. године.
| Група             | 2000.           | 2010.           |
| Белци             | 130.857 (88,5%) | 137.440 (85,1%) |
| Афроамериканци    | 9.414 (6,4%)    | 11.681 (7,2%)   |
| Азијати           | 2.995 (2,0%)    | 4.703 (2,9%)    |
| Хиспаноамериканци | 1.813 (1,2%)    | 3.439 (2,1%)    |
| Укупно            | 147.886         | 161.573         |